# 火姓
火姓，是中國的一個罕見姓氏。其並未收錄在《百家姓》中。

## 姓氏來源
火姓的姓氏來源有八種不同說法。
1. 燧人氏說
2. 五行說
3. 苗族說
4. 以先祖東漢末羅匐人火濟名字為氏說
5. 以上古帝嚳高辛氏之臣祝融官職稱謂為氏說
6. 以波斯語“火者”漢譯為氏說
7. 以蒙古族郭爾羅斯部族名稱為氏說
8. 以古錫伯族霍火齊部落名稱為氏說
9. 火姓在台灣，以花蓮 高雄 台北 台中 台南 宜蘭 桃園 彰化 新竹 有分佈
10. 火姓在大陸，各省均有微量分佈，其中以河南為大宗

## 外部連結
[在维基数据编辑]
 《欽定古今圖書集成·明倫彙編·氏族典·火姓部》，出自陈梦雷《古今圖書集成》